# 봉양중학교 (충북)
봉양중학교(鳳陽中學校)는 대한민국 충청북도 제천시 봉양읍 장평리에 있는 공립 중학교이다.

## 학교 연혁
- 1969년 10월 16일 : 봉양중학교 설립인가(6학급)
- 1970년 3월 6일 : 초대 조희일 교장 취임
- 1970년 3월 19일 : 개교
- 1974년 12월 31일 : 15학급 인가
- 1998년 9월 4일 : 개축교사 준공식
- 2009년 8월 31일 : 미술실, 영어전용실, 체력단련실 리모델링 및 설치
- 2011년 2월 18일 : 특수학급 인가(1학급)
- 2023년 9월 1일 : 제32대 송욱빈 교장 부임
- 2024년 1월 5일 : 제52회 졸업생 17명(총 졸업생 수 6,459명)
- 2024년 3월 4일 : 신입생 18명 입학(남 13명, 여 5명)

## 참고 자료
- 봉양중학교 - 한국교육학술정보원 학교알리미